# イバン・フンドラ
イバン・フンドラ・サルディバール (Ivan Fundora Zaldivar、1976年4月14日-)は、キューバのレスリング選手。2004年アテネオリンピックレスリングフリースタイル74kg級の銅メダリストである。